# Сан-Паулу (авианосец)
NAe São Paulo (A12) («Сан-Паулу») — авианосец ВМС Бразилии, бывший авианосец «Фош» (Foch) типа «Клемансо» ВМС Франции.
Корабль был заложен 15 февраля 1957 года, спущен на воду 23 июля 1960 года, вошел в состав ВМС Франции 15 июля 1963 года. 15 ноября 2000 года передан ВМС ВС Бразилии и после ремонта, в феврале 2001 года, прибыл в Бразилию. В связи с дороговизной ремонта и модернизации, 22 ноября 2018 года был официально выведен из состава ВМС и 4 февраля 2023 года был затоплен.

## История
Авианосец был произведен во Франции в 1960 году для нужд французских ВМС. Принимал участие в атмосферных ядерных испытаниях Франции в Тихом океане в 1960-е годы.
Бразилия приобрела авианосец у Франции в 2000 году, назвав его «Сан-Паулу».

### События после продажи на металлолом
В связи с дороговизной ремонта и модернизации 15 февраля 2017 года командование бразильских ВМС приняло решение начать процесс вывода авианосца из эксплуатации. 22 ноября 2018 года он был официально выведен из состава ВМС и в марте 2021 года продан за 1,9 млн долл. на металлолом турецкой компании Sok.
4 августа 2022 года авианосец покинул Рио-де-Жанейро и отправился в Турцию для демонтажа. Однако власти страны запретили авианосцу входить в свои воды из-за большого количества асбеста в его внутренних отсеках (в корпусе корабля было обнаружено не менее 600 т асбеста, который изначально использовался для противопожарной безопасности и звукозащиты); также при строительстве авианосца использовались полихлорированные бифенилы (ПХБ), которые сейчас признаны канцерогенами. После этого корабль вернулся в Рио-де-Жанейро, однако администрация штата Пернамбуку не разрешила судну пришвартоваться на территории Бразилии по той же причине.
Как указывается в издании Correio Braziliense, с тех пор он дрейфовал в открытом море, проводя большую часть времени в водах недалеко от Суапе-Порт. При этом авианосец утратил собственный ход, не имел якоря и передвигается буксиром. ВМС Бразилии приняли решение перегнать корабль на расстояние 315 км от бразильского побережья, «учитывая серьёзную деградацию корпуса».
«Подход корпуса к внутренним водам или бразильским портовым терминалам несёт высокий риск перекрытия судоходства из-за возможной посадки на мель или затопления», — говорилось в заявлении ВМС Бразилии.
В начале февраля 2023 года авианосец был затоплен в 350 километрах от берега, на глубине около пяти тысяч метров. Район был выбран с учётом безопасности для судоходства и окружающей среды, рыболовства и экосистем.

## Конструкция
Авианосец с плоской полётной палубой (без катапульты).

### Энергетическая установка
двухвальная паротурбинная. Состоит из шести паровых котлов фирмы «Лаваль» и двух турбин фирмы Alsthom.
Их общая мощность — 126 000 л. с.

### Вооружение
- 2 пусковые установки ЗРК «Альбатрос» для ЗУР «Аспид».
- 2 40-мм артиллерийские установки «Бофорс»
- 5 12,7-мм пулемётов

#### Авиационная группа
Типовой состав авиационной группы:
- 14 истребителей-штурмовиков A-4 Skyhawk.
- 4-6 противолодочных вертолётов SH-3A/B Sea King
- 2 поисково-спасательных вертолёта UH-12/13 Ecureuil
- 3 транспортных вертолёта UH-14 Super Puma
- 3 транспортных самолёта и 3 самолёта ДРЛО на базе Grumman C-1A Trader[3]

#### Радиоэлектронное вооружение
- радиолокационная станция обнаружения воздушных целей
- радиолокационная станция обнаружения воздушных и надводных целей
- навигационная радиолокационная станция
- 2 радиолокационные станции управления оружием
- 2 высотомера
- радиолокационная станция обеспечения посадки летательных аппаратов
- автоматизированная система боевого управления